# Hyde Park (Chicago)

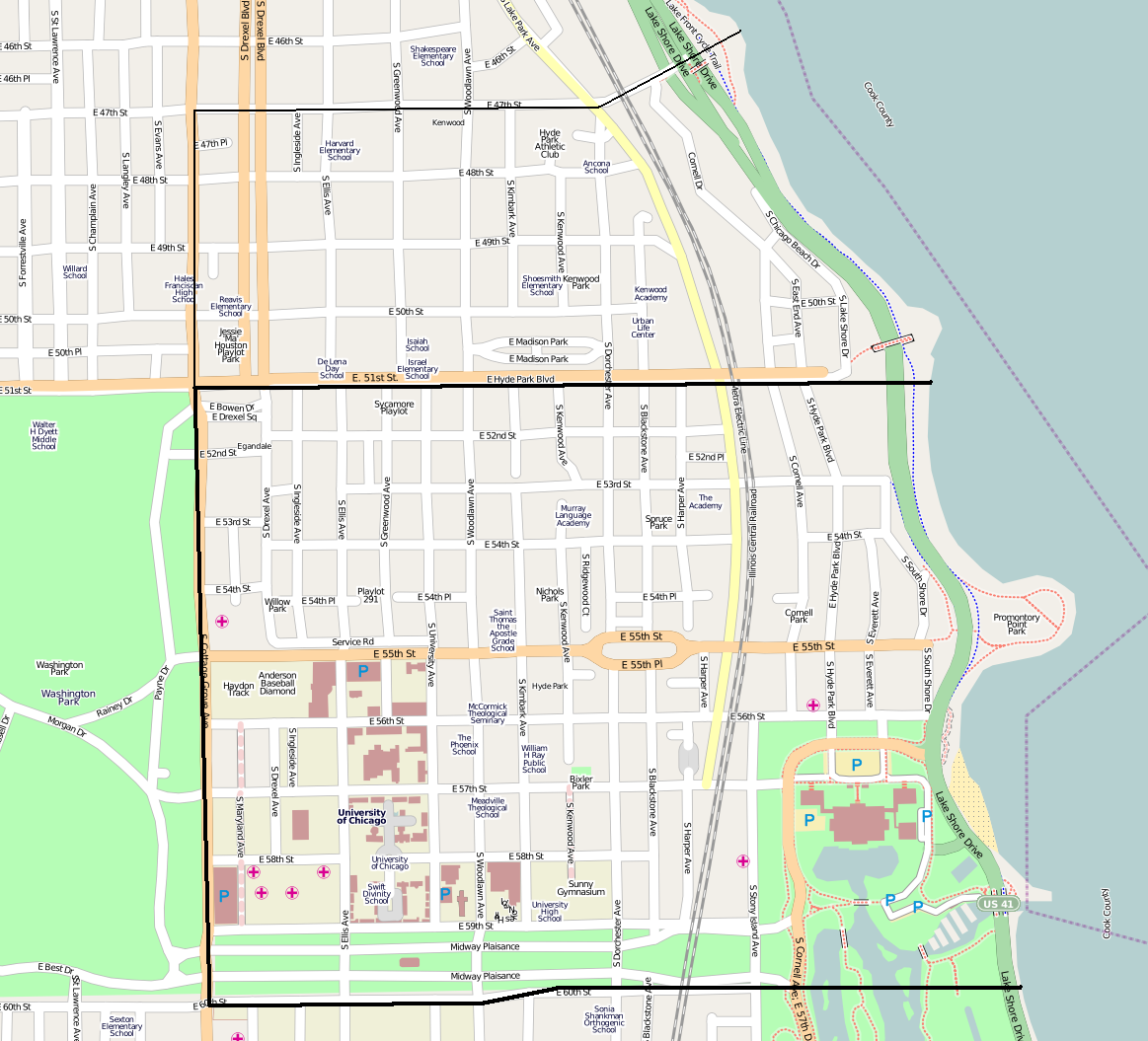
Mapa Hyde Parku, jehož hranice je zvýrazněna tučnou černou čarou

Hyde Park je čtvrť a komunitní oblast v jižní části města Chicago v Illinois v USA. Leží na pobřeží Michiganského jezera. Byla založena v roce 1853, dle odhadů zde žije 25 000 obyvatel. Rozloha čtvrti je 4,27 km².  
V Hyde Parku se nachází například Chicagská univerzita a také dvě ze čtyř historických památek (National Register of Historic Places), které byly zařazeny na původní seznam památek v roce 1966 – rezidence Robie House a první jaderný reaktor postavený člověkem Chicago Pile-1. Přibližně 20 let zde žil americký prezident Barack Obama.  

## Demografie

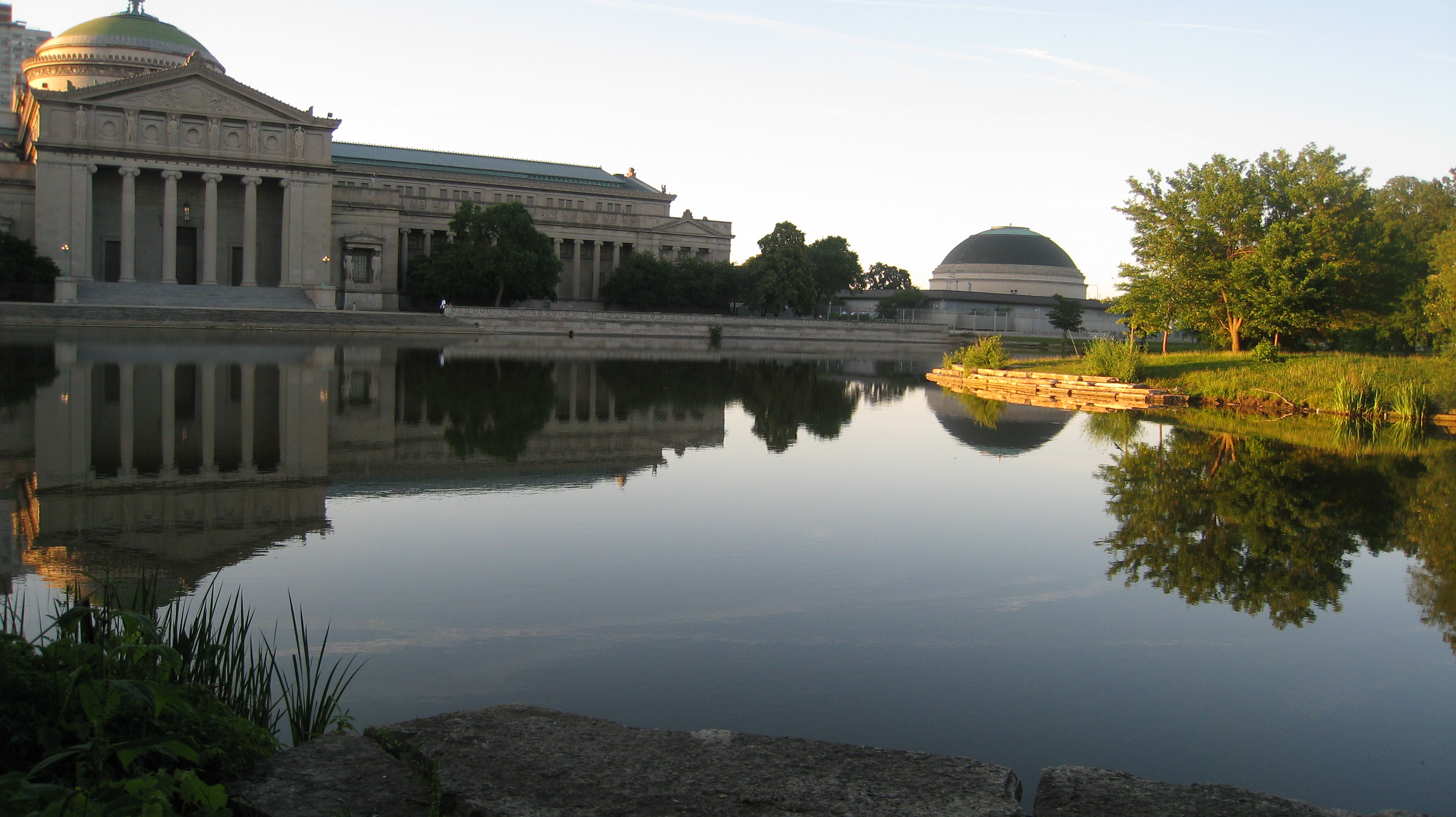
Museum of Science and Industry v Hyde Parku

Hyde Park je jedna z nejvíce rasově rozmanitých chicagských čtvrtí. Zdejší populace tvoří z 46,7 % běloši, z 30,4 % Afroameričané, z 12,4 % asijští Američané a z 6,3 % Hispánci; zbylých 4,1 % tvoří obyvatelé jiných ras nebo smíšeného původu.